# 羅伊斯·威金斯
羅伊斯·巴里·威金斯（英語：Rhoys Barrie Wiggins；1987年11月4日—）是一位威爾士足球運動員。在場上的位置是左後衛。2018年5月25日，因18個月膝傷而宣佈退休。他最後效力的英超球隊為般尼茅夫。他也代表威爾士國家足球隊參賽。

## 外部連結
- Rhoys Wiggins player profile at cpfc.co.uk
- 足球数据库：羅伊斯·威金斯的球员统计数据